# La Roche-de-Glun
La Roche-de-Glun – miejscowość i gmina we Francji, w regionie Owernia-Rodan-Alpy, w departamencie Drôme.
Według danych na rok 1990 gminę zamieszkiwało 2800 osób, a gęstość zaludnienia wynosiła 219 osób/km² (wśród 2880 gmin regionu Rodan-Alpy La Roche-de-Glun plasuje się na 321. miejscu pod względem liczby ludności, natomiast pod względem powierzchni na miejscu 919.).
Na terenie gminy rzeka Isère uchodzi do Rodanu. 

## Przypisy

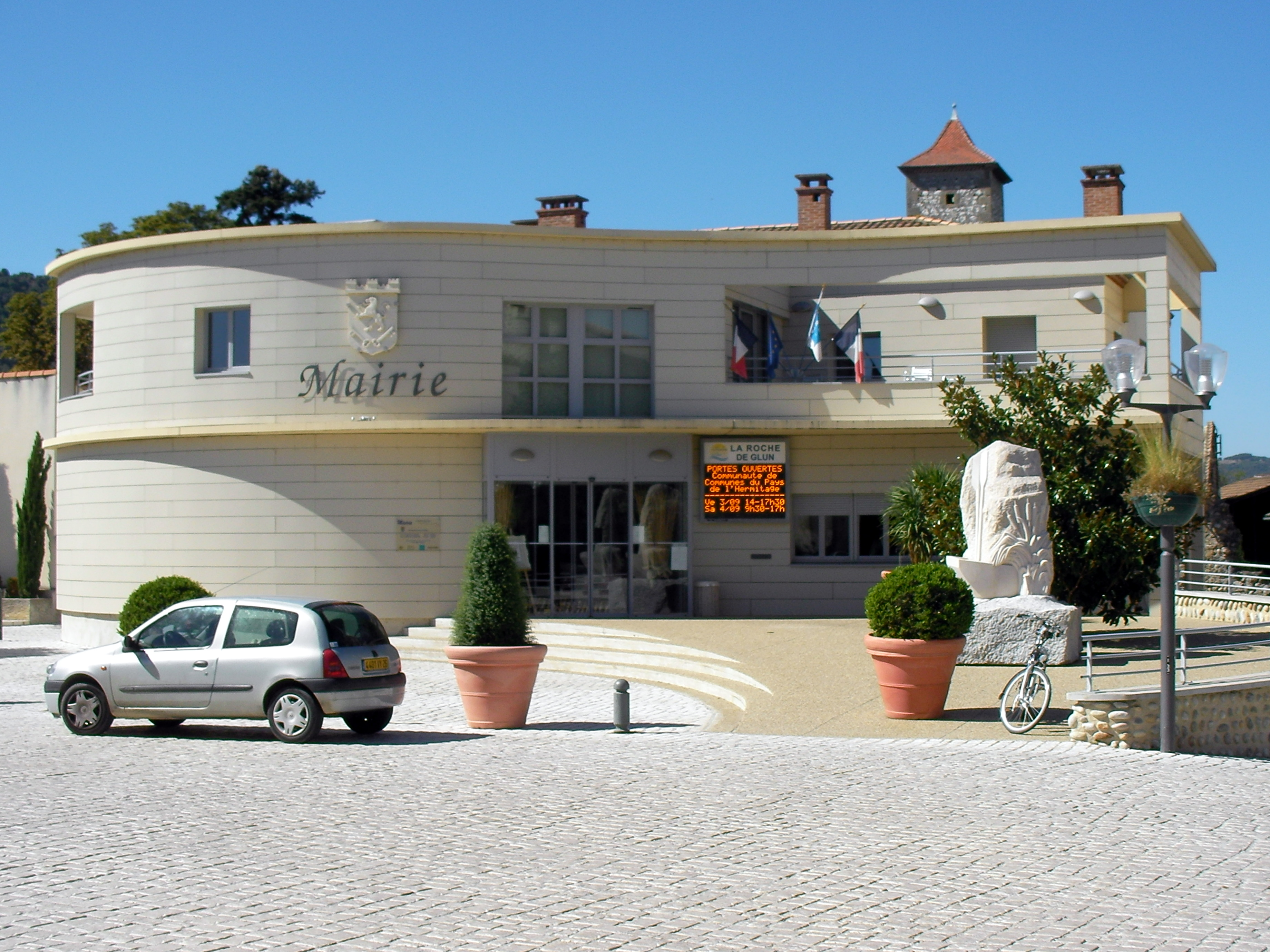
Ratusz w La Roche-de-Glun, 2010